# James Weaver (kierowca wyścigowy)
James Weaver (ur. 4 marca 1955 w Londynie) – brytyjski kierowca wyścigowy.

## Kariera
Weaver rozpoczął karierę w międzynarodowych wyścigach samochodowych w 1978 roku od startów w Festiwalu Formuły Ford, gdzie uplasował się na drugim miejscu. W późniejszych latach pojawiał się także w stawce Formuły Ford 1600 MCD/BRSCC, Wendy Wools Formuła 3 Race, Grand Prix Monako, Europejskiej Formuły 3, Brytyjskiej Formuły 3, FIA World Endurance Championship, British Touring Car Championship, Francuskiej Formuły 3, Formuły 3000, All Japan Sports-Prototype Championship, World Sports-Prototype Championship, IMSA Camel GTP Championship, All Japan Sports Prototype Car Endurance Championship, European Touring Car Championship, 24-godzinnego wyścigu Le Mans, IndyCar World Series, Sportscar World Championship, Firestone Indy Lights Championship, Global GT Championship, FIA GT Championship, International Sports Racing Series, Grand American Rolex Series oraz American Le Mans Series.
W Formule 3000 Brytyjczyk startował w latach 1985–1986, 1988. Jednak w żadnym z czterech wyścigów, w których wystartował, nie zdołał zdobyć punktów.